# ديفيد ريفيس
ديفيد ريفيس (بالإنجليزية: David Reeves)‏ هو ملحن أسترالي، ولد في 1943.

## وصلات خارجية
- ديفيد ريفيس على موقع IMDb (الإنجليزية)